# Lucas Høgsberg
Lucas Høgsberg (Farum, 23 juni 2006) is een Deens voetballer die doorgaans speelt als centrale verdediger. In april 2022 debuteerde hij voor FC Nordsjælland. Høgsberg maakte in 2025 zijn debuut in het Deens voetbalelftal.

## Clubcarrière
Høgsberg speelde vanaf zijn vierde levensjaar in de jeugdopleiding van FC Nordsjælland. Zijn officiële debuut voor die club maakte hij op 5 april 2022, in de DBU Pokalen tegen Aarhus Fremad. Er werd met 4–1 gewonnen en Høgsberg mocht als invaller voor Ibrahim Osman in de tweede helft zijn entree maken. Dat seizoen speelde hij uiteindelijk twee wedstrijden en de jaargang erop leverde één optreden op voor de centrumverdediger. In augustus 2024 tekende hij een nieuw contract bij de club, lopende tot medio 2028. Tijdens het seizoen 2024/25 kwam Høgsberg vaker aan spelen toe en hij veroverde een basisplaats bij Nordsjælland. 

## Clubstatistieken
| Seizoen | Club            | Competitie  | Competitie | Competitie | Beker | Beker | Internationaal | Internationaal | Totaal | Totaal |
| Seizoen | Club            | Competitie  | Wed.       | Dlp.       | Wed.  | Dlp.  | Wed.           | Dlp.           | Wed.   | Dlp.   |
| ------- | --------------- | ----------- | ---------- | ---------- | ----- | ----- | -------------- | -------------- | ------ | ------ |
| 2022/23 | FC Nordsjælland | Superligaen | 1          | 0          | 1     | 0     | —              | —              | 2      | 0      |
| 2023/24 | FC Nordsjælland | Superligaen | 0          | 0          | 1     | 0     | 0              | 0              | 1      | 0      |
| 2024/25 | FC Nordsjælland | Superligaen | 28         | 0          | 2     | 0     | —              | —              | 30     | 0      |
| 2025/26 | FC Nordsjælland | Superligaen | 1          | 0          | 0     | 0     | —              | —              | 0      | 0      |
| Totaal  | Totaal          | Totaal      | 30         | 0          | 4     | 0     | 0              | 0              | 34     | 0      |

Bijgewerkt op 24 juli 2025.

## Interlandcarrière
Høgsberg maakte op 7 juni 2025 zijn debuut in het Deens voetbalelftal tijdens een vriendschappelijke wedstrijd tegen Noord-Ierland. Denemarken won door doelpunten van Gustav Isaksen en Christian Eriksen en een eigen doelpunt van Pierre-Emile Højbjerg met 2–1. Høgsberg mocht van bondscoach Brian Riemer in de basisopstelling beginnen en hij speelde het gehele duel. De andere Deense debutanten dit duel waren Filip Jörgensen (Chelsea) en Mathias Kvistgaarden (Brøndby IF).
| Interlands van Lucas Høgsberg voor Denemarken | Interlands van Lucas Høgsberg voor Denemarken | Interlands van Lucas Høgsberg voor Denemarken | Interlands van Lucas Høgsberg voor Denemarken | Interlands van Lucas Høgsberg voor Denemarken | Interlands van Lucas Høgsberg voor Denemarken |
| №                                             | Datum                                         | Wedstrijd                                     | Uitslag                                       | Competitie                                    | Goals                                         |
| Als speler bij FC Nordsjælland                | Als speler bij FC Nordsjælland                | Als speler bij FC Nordsjælland                | Als speler bij FC Nordsjælland                | Als speler bij FC Nordsjælland                | Als speler bij FC Nordsjælland                |
| --------------------------------------------- | --------------------------------------------- | --------------------------------------------- | --------------------------------------------- | --------------------------------------------- | --------------------------------------------- |
| 1                                             | 7 juni 2025                                   | Nederland – Noord-Ierland                     | 2 – 1                                         | Vriendschappelijk                             |                                               |
| 2                                             | 10 juni 2025                                  | Denemarken – Litouwen                         | 5 – 0                                         | Vriendschappelijk                             |                                               |

Bijgewerkt op 24 juli 2025.